# トビツカエイ
トビツカエイ（学名：Notoraja tobitukai）は、ガンギエイ目トビツカエイ属のエイの一種。

## 形態
全長は最大50cm。吻の軟骨は存在しないか非常に小さい。尾部の棘は存在しないか非常に小さい。背面と尾には細かい棘がある。背面、腹面ともに灰色。腹びれが少しとがる。体の形状はハート形。

## 生態
北西太平洋や日本、沖縄トラフ、東シナ海、台湾に分布する。水深300-1000mの深海の砂泥底に生息する。